# Авенида Кордова
Проспект (авенида) Кордова (исп. Avenida Córdoba) — улица, которая является одной из основных магистралей южной части города Буэнос-Айрес, Аргентина. Её название отдает дань уважения Аргентины провинции Кордова.

## Особенности
Это длинная улица, которая проходит параллельно улицам Авенида Санта-Фе и Авенида Корриентес.
Её протяжённость 8,2 км и она проходит через девять районов города. С 1822 года указом градоначальника было установлено, что улица начиналась от улицы Кальяо, проходя через центр простиралась до проспекта Авенида Леандро Н. Алем, была узкой улицей с колониальных времен. Только в июле 1904 года город вынужден был отдать постановление после строительства новых зданий, о необходимости расширения участка улиц Кальяо — Н. Алем, в 1945 году по распоряжению диктатора Эдельмиро Фаррельи, создана мемориальная доска на углу Кордовы и Кальяо.
В общей сложности улица пролегает с востока на запад. По улице пролегают автобусные маршруты 7, 26, 29, 39, 45, 99, 106, 109, 115, 132, 151, 168 и такси. Кроме того, по улице Авенида Кордова проходит линия метро D. Существует долгосрочный проект для соединения линии с линией метро G.

## Описание
Авенида Кордова начинается от улицы Авенида Эдуардо Мадеро и заканчивается на перекрёстке с улицей Авенида Федерико Лакросе.

### Ретиро — Сан-Николас
Этот участок улицы начинается от Авенида Эдуардо Мадеро как продолжение бульвара Сесилия Грирсона, расположенного в районе Пуэрто-Мадеро. Проходит по районам Ретиро и Сан-Николас.
От пересечения с Авенида Эдуардо Мадеро и далее на запад Авенида Кордова изобилует высотными офисными зданиями вплоть до пересечения с улицей Авенида Н. Алем. Здесь можно увидеть здания северной части Catalinas Towers, построенный в 1968 году отель Sheraton Buenos Aires Hotel. С другой стороны улицы, рядом с большой стоянкой, расположено здание Edificio Bouchard 710.

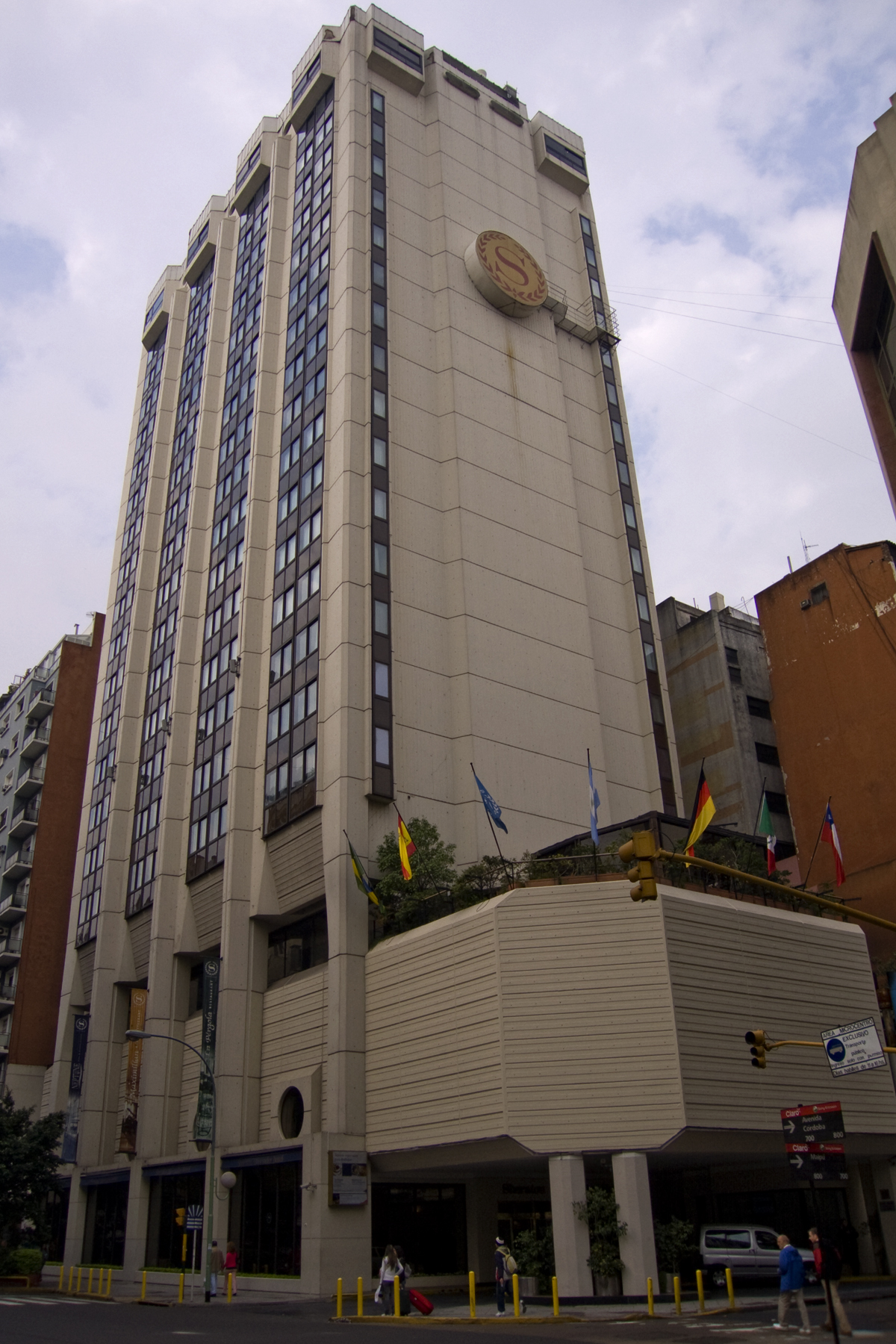
Отель Sheraton Libertador.

На углу с улицами Авенида Леандро Н. Алем и Calle 25 de Mayo находится здание, которое выделяется своей своеобразной внешностью, напоминающую лодку. По Авениде Кордове оно носит номер 320 Edificio Techint. На углу с улицей Реконкиста находится NH Lancaster Hotel, работы архитекторов Асеведо Морено и BeCu. На противоположной стороне, находится Splendor Hotel (бывший Phoenix). На пересечении с улицей Сан Мартин находится Галерея Каталины. Этот сектор объединяет офисные и жилые здания, с преобладанием академической архитектуры.
Угол с улицей Флорида известен как торговый район, здесь находится здание Galerías Pacífico, построенное в 1889 году для магазина Bon Marché Argentina. В 1990 году Старая галерея была преобразована в современный торговый центр, сохранив свою драгоценную внешнюю архитектуру и фрески знаменитых аргентинских художников. На углу с Maipú находится Sheraton Libertador отель, открывшийся в 1977 году, и напротив находятся несколько филиалов различных банков.

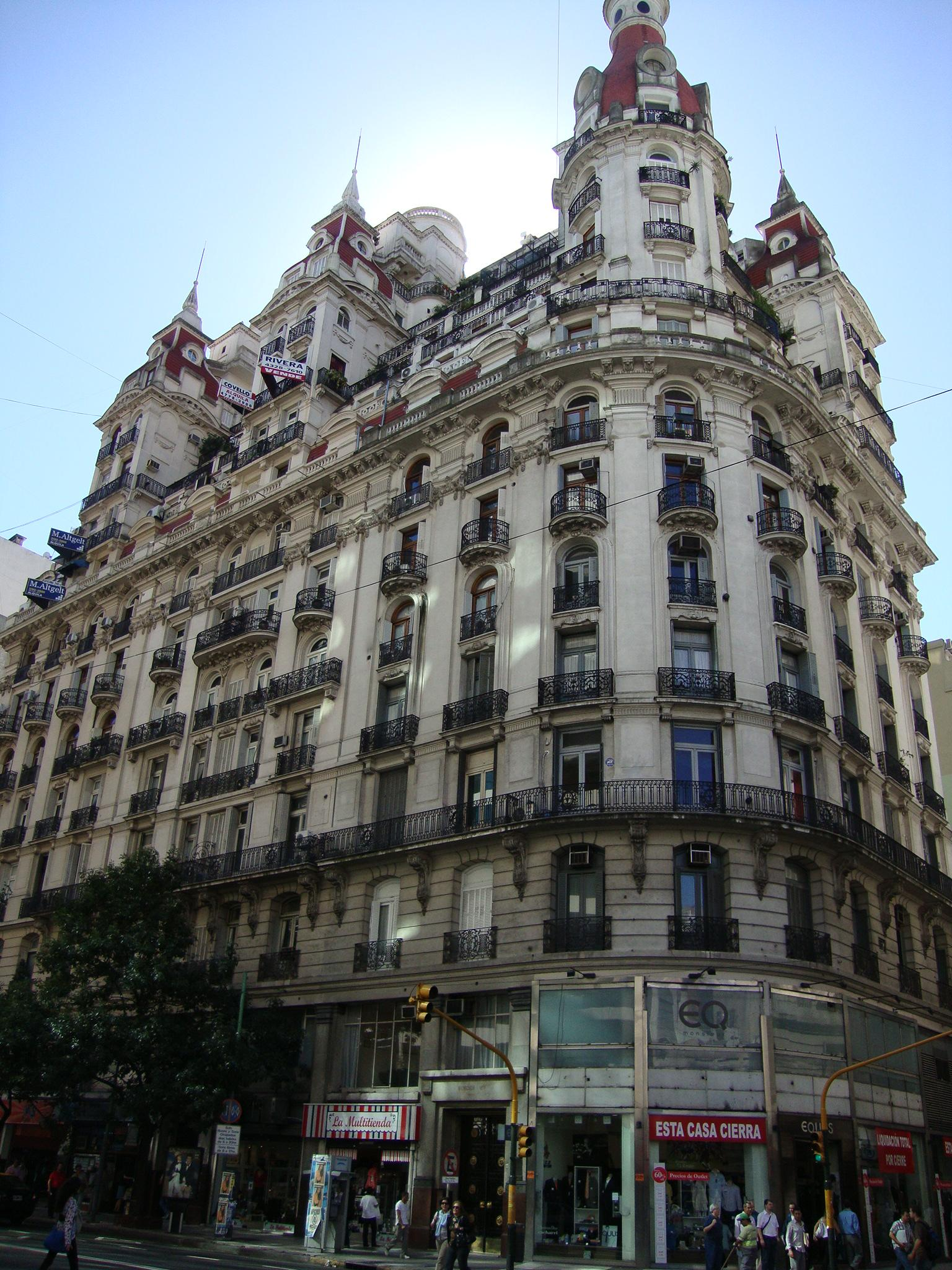
Здание Edificio Bencich на углу с улицей Эсмеральда.

На углу с улицей Эсмеральда преобладают одни из самых ярких зданий в Буэнос-Айресе, большой жилой дом 13 этажей, построенный в 1927 году компанией Bencich Brothers, в соответствии с французским проектом Эдуардо Лемонье. Он имеет несколько куполов и красную мансарду. Здание носит номер Кордова 936 и официальное название Французский Альянс в Буэнос-Айресе.
После пересечения улицы Авенида Нуэве-де-Хулио, располагается северное крыло площади Лавалье. На пересечении с улицей Свободы находится Национальный театр Сервантеса, где также работает Национальный театральный музей.
От площади Лавалье, по Авенида Кордоба преимущественно расположены жилые здания вдали от судебного центра города. Здесь много магазинов, которые ориентированы на средний и высший классы Буэнос-Айреса. С улицы Монтевидео, южная сторона переходит в парк, а здания на противоположной стороне становятся более однотипными. Там работал в течение многих десятилетий рынок.

### Реколета — Бальванера

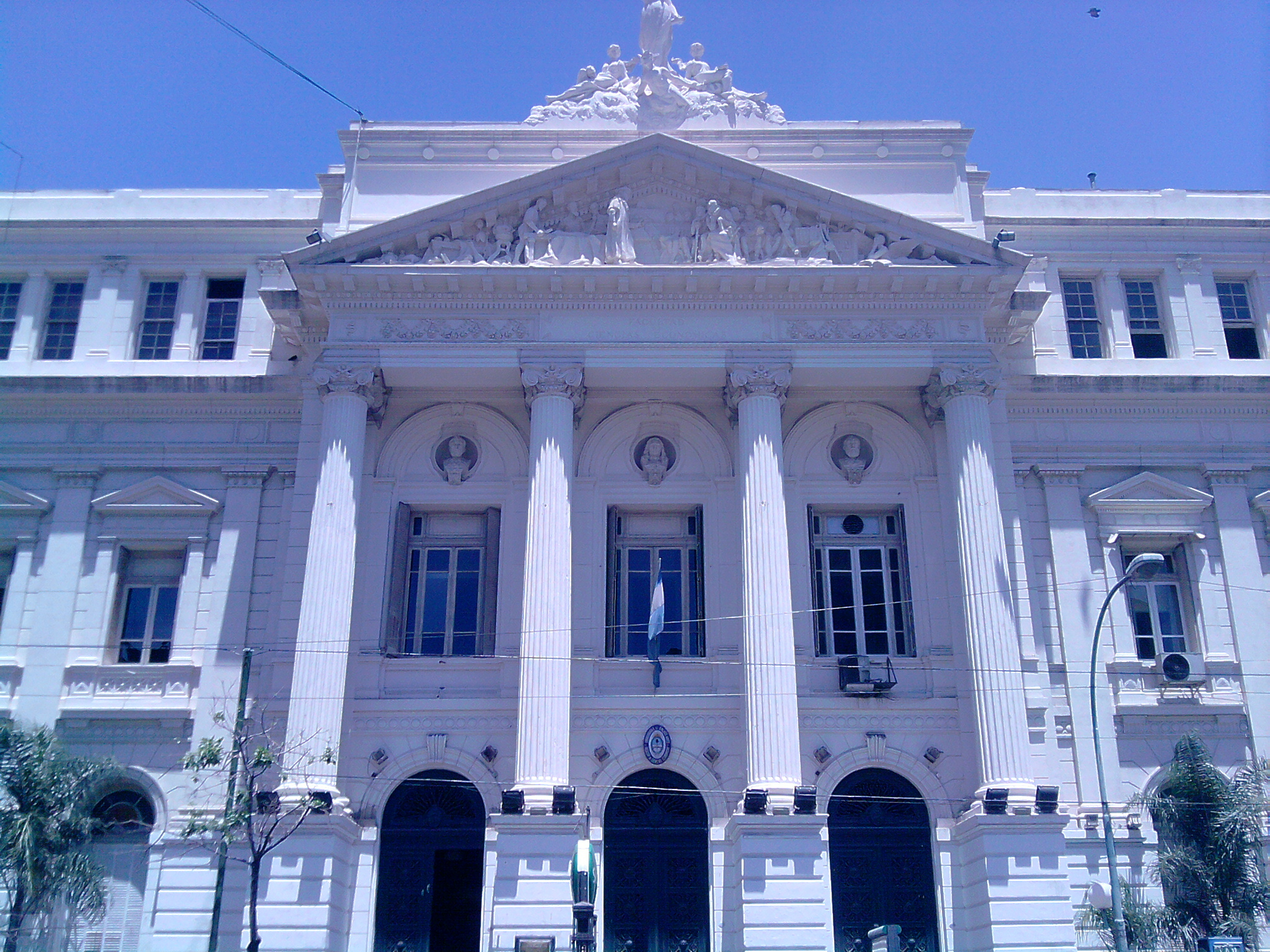
Факультет Экономики, Университета Буэнос-Айреса. Вид с улицы Кордова

Пересекая Авениду Кальяо, Кордова делит окрестности районов Бальванера и Реколета. Между улицами Риобамба и Аякучо, на другой стороне находится Паласио де Агуас Корриентес — это эклектичное здание, которое организовано для провизоров и где созданы резервуары для воды с 1894 года и здесь находится Государственная школа № 1 «Роке Саенс Пенья». На следующем углу, расположено здание Института Алисия Моро де Хусто.
Между улицами Хунин и президентом Хосе Э. Урибуру располагается здание Plaza Houssay, факультеты экономики и медицинских наук, Университета Буэнос-Айреса, и больница Hospital de Clínicas José de San Martín. В этом месте расположена станция метро Факультад де Медисина линии D.
Между улицами Azcuenaga и Laцrrea, улица делает значительную кривую к северо-востоку, а затем пересекает улицу Авенида Пуэйрредон и Булонь-сюр-Мер где она поворачивает к востоку. Между улицами calles Jean Jaurés и Dr. Tomás de Anchorena находится Plaza Monseñor de Andrea.

### Альмагро — Палермо — Вилья Креспо

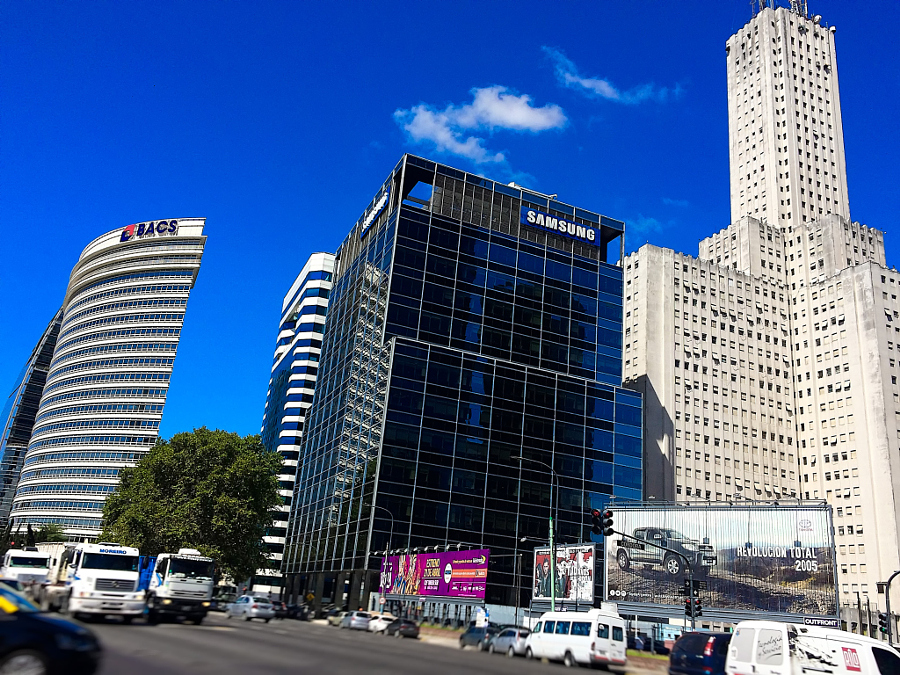
Небоскребы на проспекте

После пересечения calle Gallo улица является границей между районами Альмагро и Палермо. В этом углу расположена Церковь Непорочной Девы Марии, с её католическим институтом. С угла улиц Гаскон и улицы Лавалье в северо-восточном направлении; отсюда в западном направлении от улицы Авенида Эстадо-де-Исраэль располагается область где плотность населения резко падает, и находятся малоэтажные здания.
В 800 метрах от улицы Авенида Скалабрини Ортис, Авенида Кордова служит границей районов Палермо и Вилья Креспо, где проспект пересекает железнодорожную дорогу Ferrocarril General San Martín. Здесь находится мост Puente de la Reconquista, пересекающий Кордову.

### Чакарита

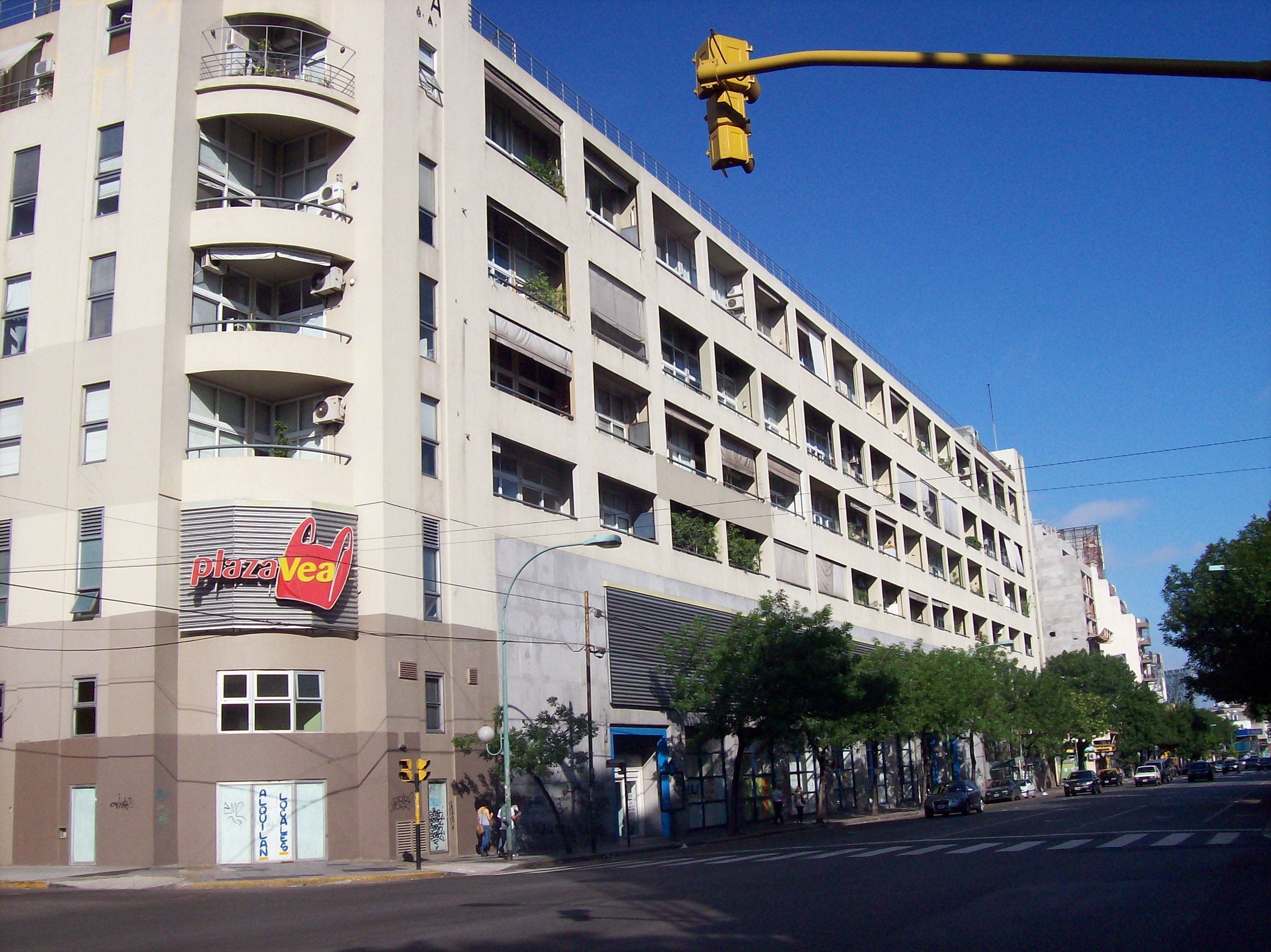
Здание «Ла Альгодонера» на углу улиц Кордова и Ньюбери

Улица образует границу между районами Палермо и Чакарита начинаясь от железной дороги Сан-Мартин, пока не доходит до района Чакарита на углу с улицей Авенида Доррего.
Сторона к северо-востоку, между улицами Хорхе Ньюбери и Сантос Дюмон, всю сторону занимает так называемый хлопковый дом, где жили бывшие работники работавшие с хлопком. Сегодня здание реконструировано архитектором Dujovne-Hirsch, на первом этаже находится гипермаркет.
От угла с улицей Авенида Jorge Newbery, Кордова тянется 300 метров до проспекта Авенида Федерико Лакросе, где Кордова продолжается улицей calle Giribone.